# انجمن دیلتانتی

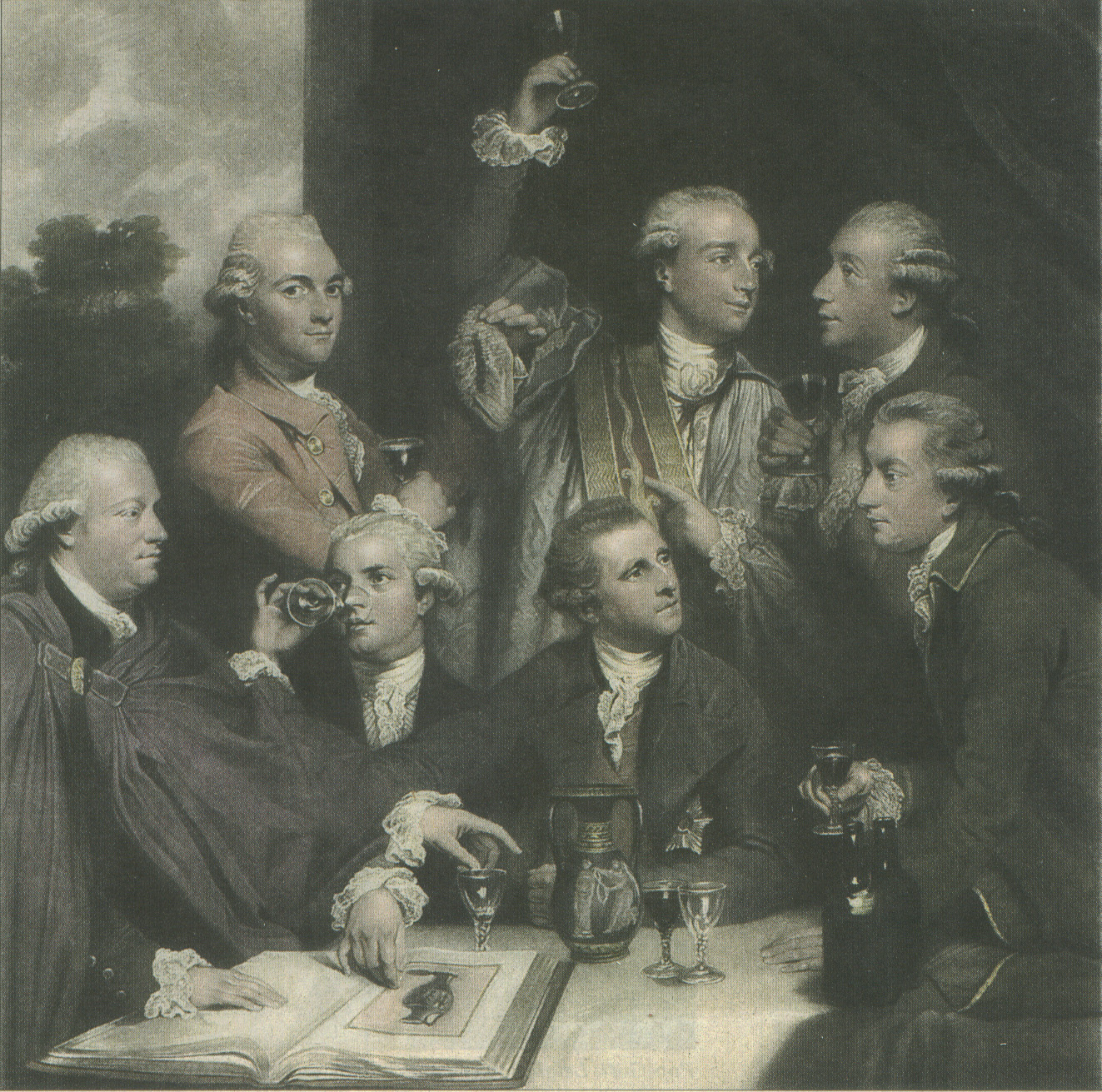
پرتره انجمن دیلتانتی.

انجمن دیلِتانتی (تأسیس ۱۷۳۴) جامعه نجیب‌زادگان و دانشمندان بریتانیایی است که از مطالعه هنر یونان و روم باستان و خلق آثار جدید به سبک خود حمایت می‌کند.